# Liste der Biografien/Bez
Liste der Biografien |
Portal Biografien |
Personensuche
# |
A |
B |
C |
D |
E |
F |
G |
H |
I |
J |
K |
L |
M |
N |
O |
P |
Q |
R |
S |
T |
U |
V |
W |
X |
Y |
Z |
?
 
Ba |
Be |
Bd |
Bg |
Bh |
Bi |
Bj |
Bl |
Bm |
Bn |
Bo |
Br |
Bs |
Bu |
Bw |
By |
Bz
 
Bea–Beb |
Bec |
Bed |
Bee |
Bef |
Beg |
Beh |
Bei |
Bej |
Bek |
Bel |
Bem |
Ben |
Beo |
Bep |
Beq |
Ber |
Bes |
Bet |
Beu |
Bev |
Bew |
Bex |
Bey |
Bez
Die Liste der Biografien führt alle Personen auf, die in der deutschsprachigen Wikipedia einen Artikel haben. Dieses ist eine Teilliste mit 140 Einträgen von Personen, deren Namen mit den Buchstaben „Bez“ beginnt.

## Bez
- Bez, Helmut (1930–2019), deutscher Schriftsteller
- Bez, Konstantin (* 1990), deutscher Film- und Theaterschauspieler
- Bez, Maxim Nikolajewitsch (* 1974), russischer Eishockeyspieler
- Bez, Ulrich (* 1943), deutscher Unternehmer

### Beza
- Beza Palacios, Inna Kristianne (* 1994), US-amerikanisch-philippinische Fußballspielerin
- Beza, Johann Georg († 1689), Bürgermeister von Kassel
- Beza, Marjana (* 1978), ukrainische Diplomatin und BotschafterinMarjana Beza (* 1978)

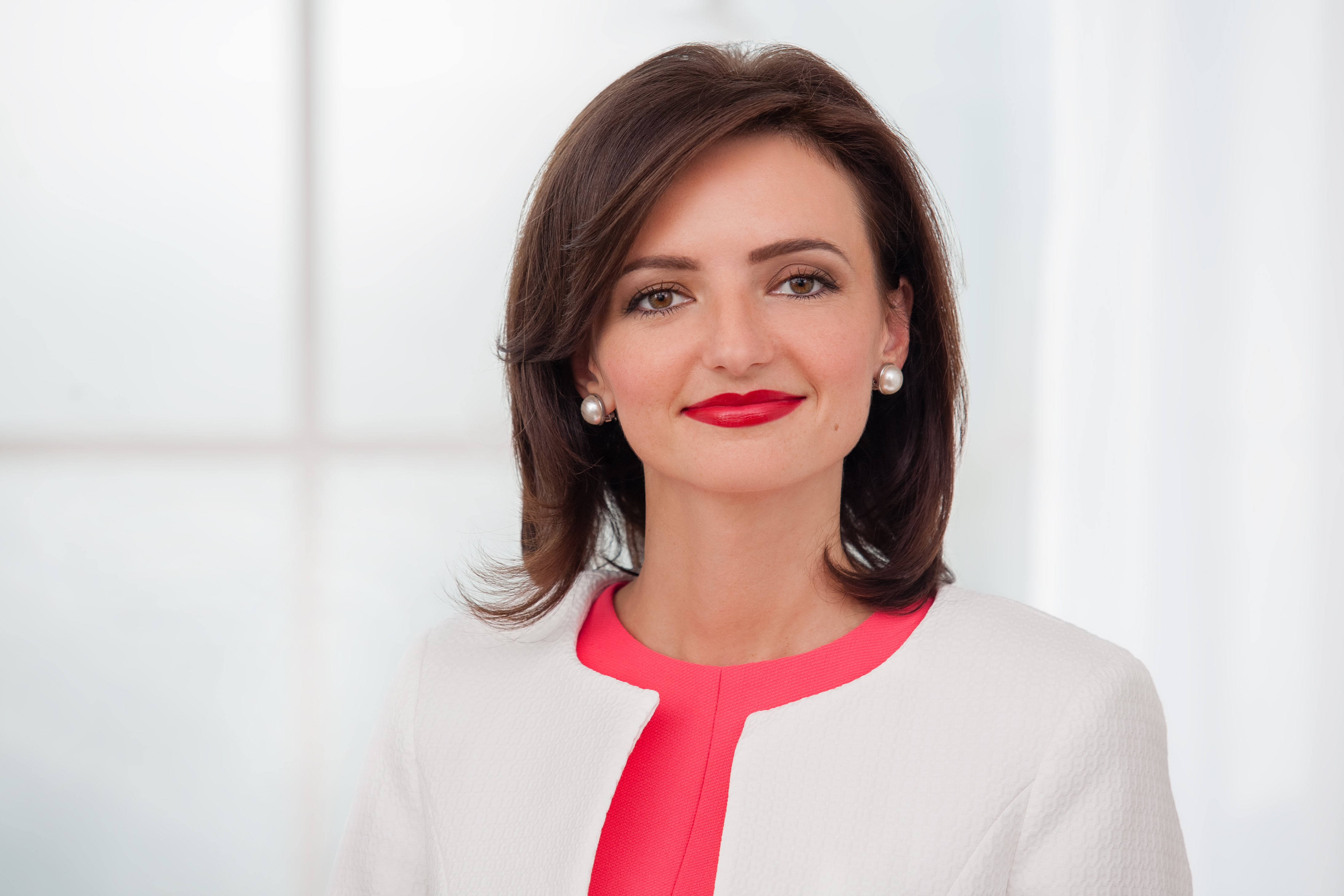
Marjana Beza (* 1978)

- Bezabeh, Alemayehu (* 1986), spanischer Langstreckenläufer äthiopischer Herkunft
- Bezabeh, Tegegne (* 1941), äthiopischer Sprinter
- Bezák, Ladislav (1932–2018), tschechoslowakischer Kunstflugpilot
- Bezák, Róbert (* 1960), slowakischer Ordensgeistlicher, Erzbischof von Trnava
- Bezaly, Sharon (* 1972), klassische Flötistin
- Bezamat, Roland (1924–2022), französischer Radrennfahrer
- Bezan, James (* 1965), kanadischer Politiker der Konservativen Partei Kanadas
- Bezançon, Rémi (* 1971), französischer Filmregisseur und Drehbuchautor
- Bezanson, Paul (1804–1882), deutscher Kaufmann und Politiker, MdR, Bürgermeister
- Bezar, Miraz (* 1971), deutscher Filmemacher und Autor
- Bezaras, Antanas (* 1955), litauischer Politiker, Bürgermeister der Rajongemeinde Šiauliai
- Bézard, Johann Ritter von (1871–1954), Offizier
- Bezault, Laurent (* 1966), französischer Radrennfahrer

### Bezc
- Bezci, Hakan (* 1996), türkischer Fußballspieler

### Bezd
- Bezdeda, Tomáš (* 1985), slowakischer Sänger
- Bezděk, Rudolf (* 1916), tschechoslowakischer Boxer
- Bezdicek, Mike (* 1968), deutscher Handballspieler und -trainer

### Beze
- Bēze, Ēriks (1910–1980), lettischer Fußballspieler
- Bèze, Théodore de (1519–1605), französischer ReformatorThéodore de Bèze (1519–1605)

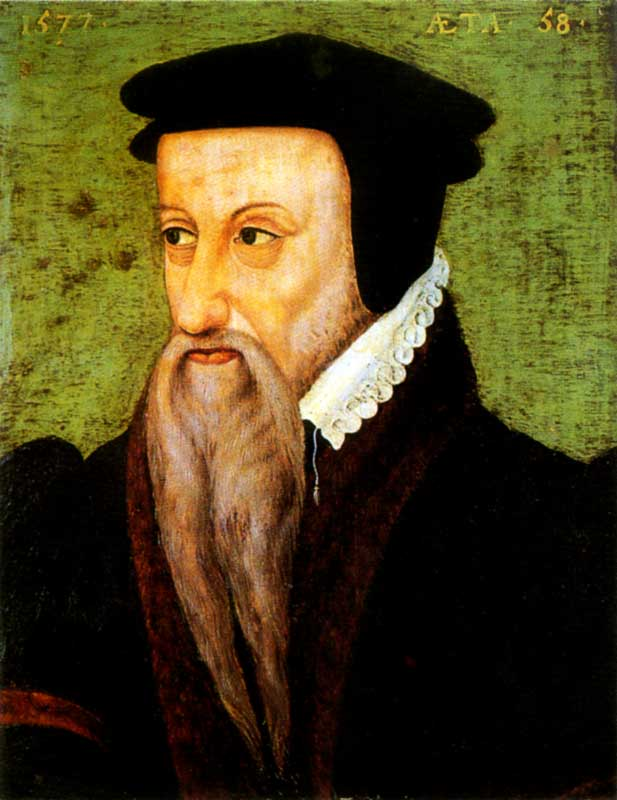
Théodore de Bèze (1519–1605)

- Bezede, Dimitriana (* 1994), moldauische Leichtathletin
- Bezeková, Alexandra (* 1992), slowakische Leichtathletin
- Bezelin von Villingen († 1024), Graf im Thurgau
- Bezem, Naftali (1924–2018), israelischer Maler und Bildhauer
- Bezemek, Christoph (* 1981), österreichischer Jurist und Universitätsprofessor
- Bezemek, Ernst (* 1949), österreichischer Historiker
- Bezençon, Hélène (* 1960), Schweizer Schriftstellerin
- Bezençon, Marcel (1907–1981), Schweizer JournalistMarcel Bezençon (1907–1981)

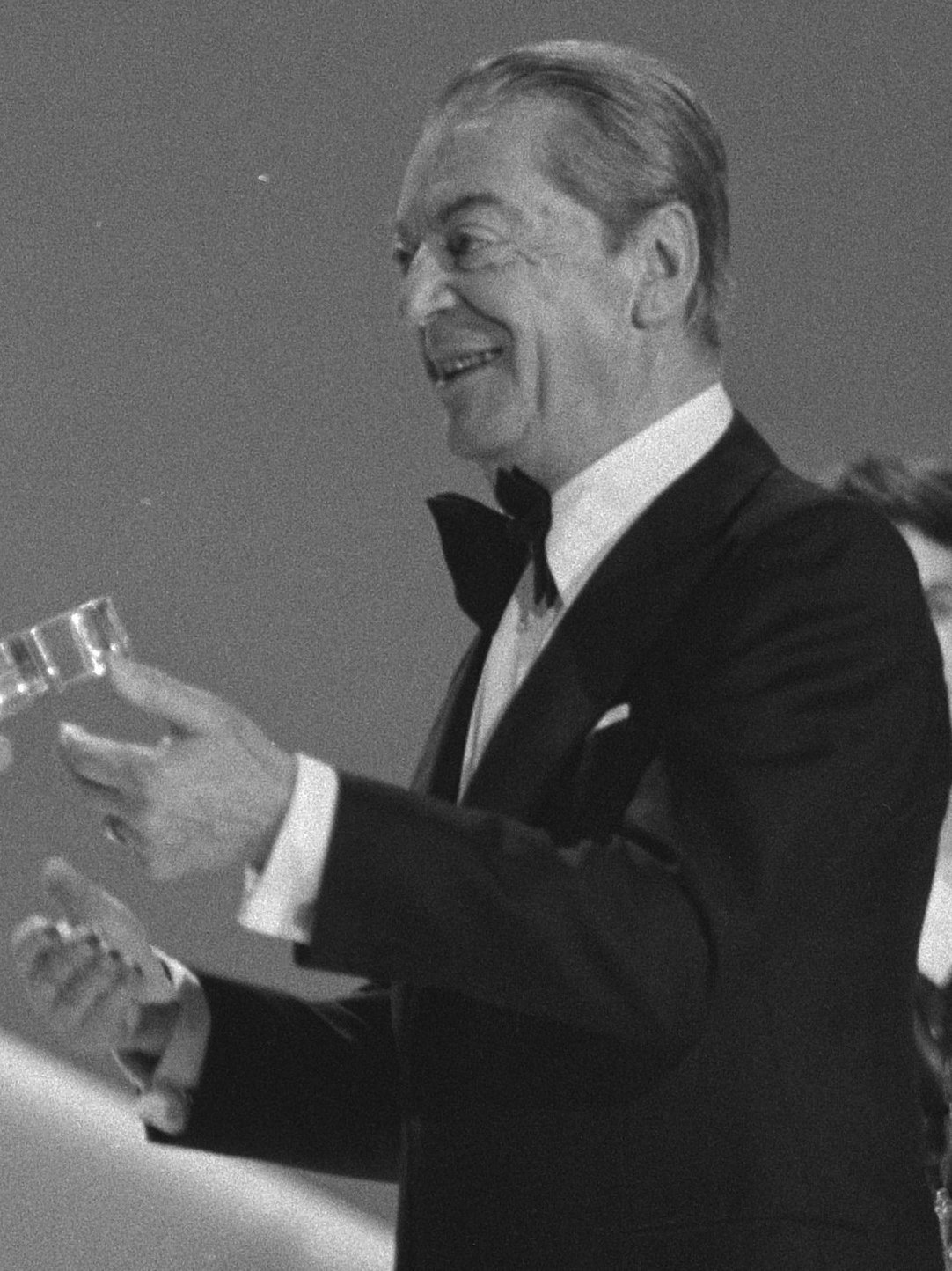
Marcel Bezençon (1907–1981)

- Bezer, Amber (* 1968), britische Schauspielerin
- Bezera, Hygor (* 2002), brasilianischer Sprinter
- Bezerra Bessa, Pompeu (1923–2000), brasilianischer Geistlicher, römisch-katholischer Bischof von Limoeiro do Norte
- Bezerra Coutinho, José (1910–2008), brasilianischer Geistlicher, römisch-katholischer Bischof von Estância
- Bezerra de Menezes Souza, Bruno (* 1977), brasilianischer Handballspieler
- Bezerra de Menezes, Adolpho Justo (1910–1990), brasilianischer Diplomat
- Bezerra de Vasconcelos, Jaguaré (* 1905), brasilianischer Fußballspieler
- Bezerra, Josivaldo José (* 1967), brasilianischer römisch-katholischer Geistlicher, Weihbischof in Olinda e Recife
- Bezerra, Tiago (* 1987), bulgarisch-brasilianischer Fußballspieler

### Bezg
- Bezgin, Cuma (* 1990), türkischer Fußballspieler
- Bezgin, Mahmut (* 1986), türkischer Fußballtorwart

### Bezh
- Bezhanishvili, Giorgi (* 1998), österreichisch-georgischer Basketballspieler

### Bezi
- Béziade, Antoine Louis François de (1759–1811), französischer Militär
- Béziade, Charles Théophile de (1701–1746), französischer Militär
- Béziade, Claude Antoine de (1740–1829), französischer Militär und Politiker
- Béziade, Claude Théophile de (1655–1745), französischer Militär und Diplomat
- Béziade, Joseph Théophile Parfait de (1770–1859), französischer Militär und Politiker
- Bézian, Frédéric (* 1960), französischer Comiczeichner
- Béziat de Bordes, André (1870–1924), US-amerikanisch-französischer Romanist
- Béziau, Jean-Yves (* 1965), französisch-schweizerischer Philosoph
- Bezic, Sandra (* 1956), kanadische Eiskunstläuferin und Choreografin
- Bézier, Pierre (1910–1999), französischer Ingenieur
- Bezina, Goran (* 1980), schweizerisch-kroatischer Eishockeyspieler und -trainer
- Bezing, Karl-Ludwig von (1945–2024), österreichisch-südafrikanischer Mineralsammler und Amateur-Mineraloge
- Bezirci, Asım (1927–1993), alevitisch-türkischer Dichter und Schriftsteller
- Bezircioğlu, Mehmet (* 1992), türkischer Fußballspieler

### Bezj
- Bezjak, Marko (* 1986), slowenischer Handballspieler und -trainerMarko Bezjak (* 1986)

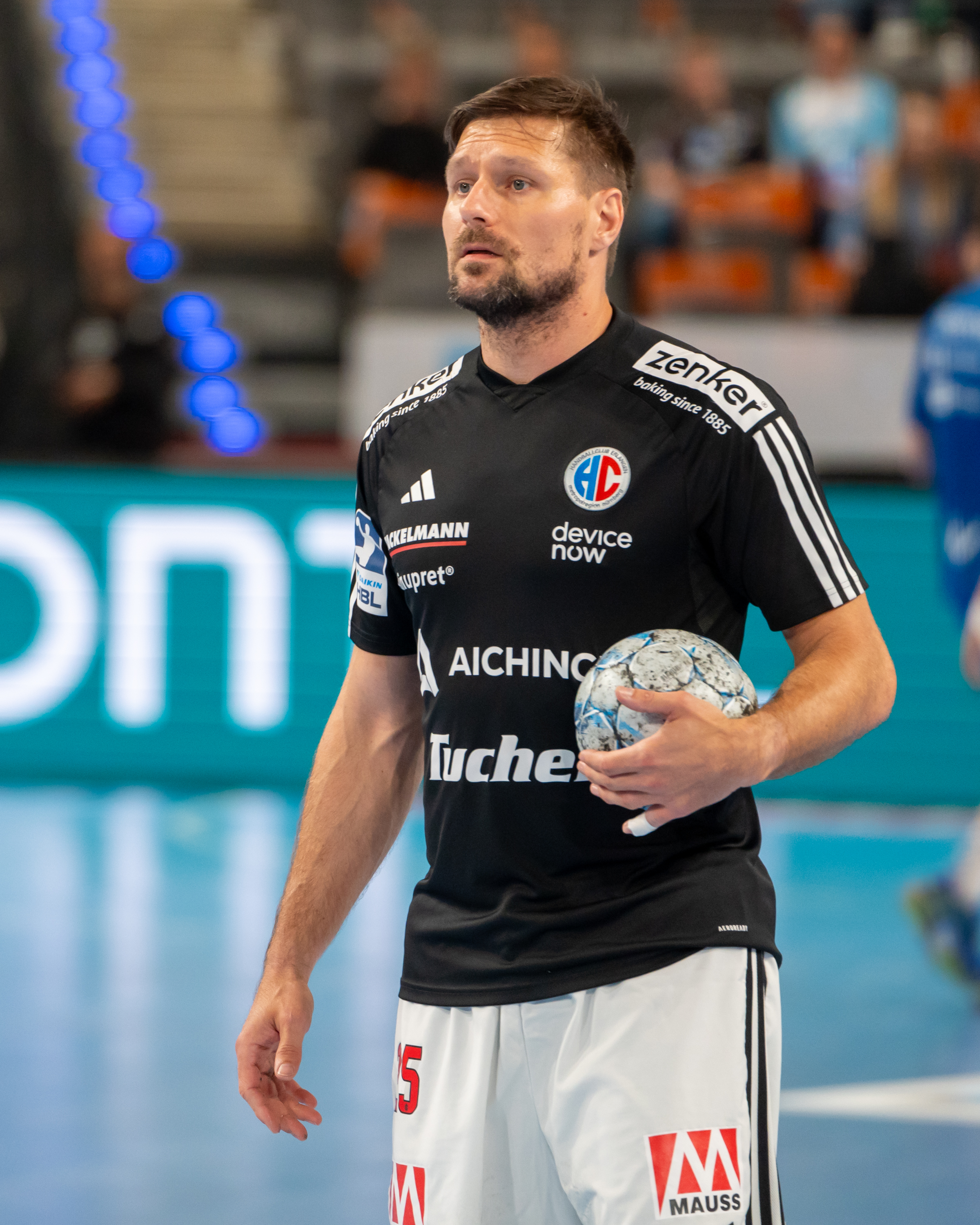
Marko Bezjak (* 1986)

- Bezjak, Roman (* 1989), slowenischer Fußballspieler
- Bezjak, Zvonko (1935–2022), jugoslawischer Hammerwerfer

### Bezk
- Bezkoi, Iwan Iwanowitsch (1704–1795), russischer Militär und Reformer

### Bezl
- Bezler, Anton (1901–1977), deutscher NSDAP-Funktionär
- Bezler, Anton (1909–1944), deutscher Turner des TSV Göggingen 1875
- Bezler, Willibald (1942–2018), deutscher Komponist und Kirchenmusiker

### Bezm
- Bezmalinović, Celestin (1912–1994), jugoslawischer Geistlicher, Bischof von Hvar
- Bezmalinović, Mislav (1967–2024), kroatischer Wasserballspieler
- Bezmiâlem Sultan († 1853), Frau des osmanischen Sultans Mahmud II. und Valide Sultan (1839 bis 1853)
- Bezmozgis, David (* 1973), lettisch-kanadischer Schriftsteller

### Bezn
- Bezner, Frank (* 1971), deutscher Mittellateinischer Philologe
- Bezner, Max (1872–1939), deutscher Bildhauer und Landschaftsmaler
- Beznosiuk, Pavlo (* 1960), britischer Violinist (Barockvioline)

### Bezo
- Bezoet, Hermann (1736–1805), niederländischer Allgemeinmediziner
- Bezold, Albert von (1836–1868), deutscher Mediziner
- Bezold, Carl (1859–1922), deutscher Altorientalist und Semitist
- Bezold, Friedrich (1842–1908), deutscher Mediziner auf dem Gebiet der Hals-Nasen-Ohrenheilkunde
- Bezold, Friedrich von (1848–1928), deutscher Historiker
- Bezold, Georg (1899–1962), deutscher Politiker (SPD), MdL
- Bezold, Gustav von (1810–1885), bayerischer Ministerialbeamter und Gründungspräsident des Deutschen Alpenvereins
- Bezold, Gustav von (1828–1892), deutscher Reichsgerichtsrat
- Bezold, Gustav von (1848–1934), deutscher Architekt und Kunsthistoriker
- Bezold, Michael (* 1972), deutscher Schachgroßmeister
- Bezold, Oskar von (1874–1934), preußischer Landrat
- Bezold, Otto (1899–1984), deutscher Jurist und Politiker (FDP); bayerischer Staatsminister
- Bezold, Rudolf von (1889–1949), deutscher Jurist und Vertreter des Leiters der bayerischen Staatskanzlei
- Bezold, Wilhelm von (1837–1907), deutscher Physiker
- Bezons, Jacques Bazin de Bezons, marquis de (1646–1733), französischer Adliger, Marschall von Frankreich und Gouverneur von Cambrai
- Bezor, Annette (1950–2020), australische Malerin
- Bezos, Jeff (* 1964), US-amerikanischer Unternehmer und Investor, Gründer von AmazonJeff Bezos (* 1964)

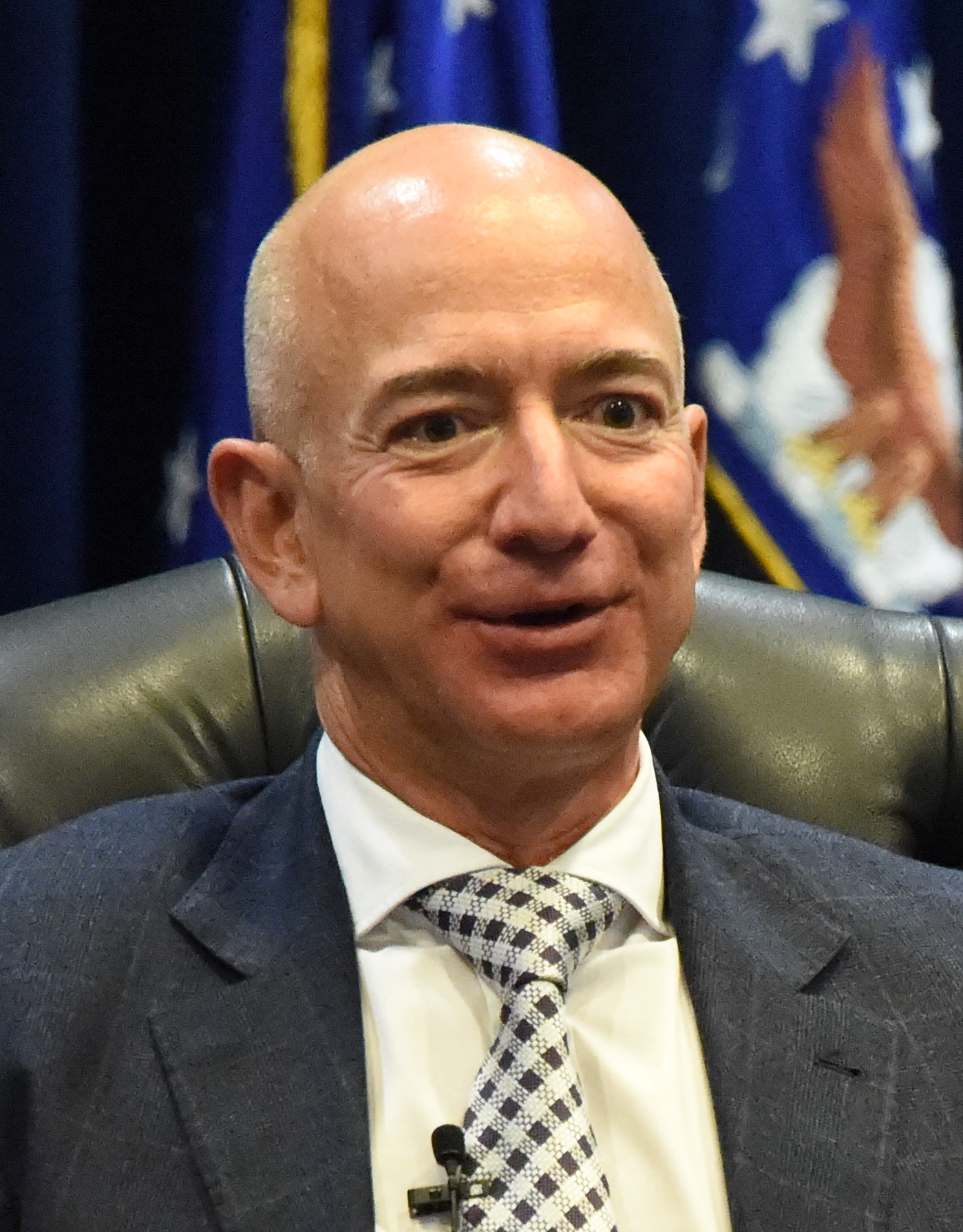
Jeff Bezos (* 1964)

- Bézout, Étienne (1730–1783), französischer Mathematiker

### Bezp
- Bezprym (986–1032), polnischer Adliger, Herzog von Polen (1031–1032)

### Bezr
- Bezrodnyj, Michail (1957–2023), russischsprachiger Literaturwissenschaftler und Literat
- Bezruč, Petr (1867–1958), tschechischer Schriftsteller und Dichter

### Bezs
- Bezsenyi, Júlia (* 1984), ungarische Fußballspielerin
- Bezsmertna, Olga (* 1983), ukrainische Opernsängerin der Stimmlage Sopran
- Bezsonoff, Joan-Daniel (* 1963), französisch-nordkatalanischer Schriftsteller, Sprachwissenschaftler, Journalist und Hochschulprofessor

### Bezu
- Bezucha, Franz (1904–1981), österreichischer Politiker (SPÖ), Landtagsabgeordneter, Mitglied des Bundesrates
- Bezucha, Markus (* 1992), österreichischer Handballspieler
- Bezucha, Thomas (* 1964), US-amerikanischer Drehbuchautor und Filmregisseur
- Bezuidenhout, Bernadine (* 1993), südafrikanische Cricketspielerin
- Bezuidenhout, Dawid (1935–1998), namibischer Politiker
- Bezuidenhout, Kristian (* 1979), australischer Pianist und Cembalist
- Bezuijen, Michel (* 1966), niederländischer Politiker (VVD), Bürgermeister von Zoetermeer (seit 2020)
- Bezuk, Lorian (* 2004), kroatischer Eishockeyspieler
- Bezuneh, Mulu Solomon (* 1958), äthiopische Botschafterin
- Bezuyen, Arnold (* 1965), niederländischer Opernsänger (Charaktertenor)

### Bezy
- Bezykornovas, Marius (* 1976), litauischer Fußballspieler

### Bezz
- Bezzant, Jack (1891–1964), britischer Autorennfahrer
- Bezzecchi, Marco (* 1998), italienischer Motorradrennfahrer
- Bezzel, Chris (1937–2015), deutscher Schriftsteller und Linguist
- Bezzel, Einhard (1934–2022), deutscher Ornithologe, Autor und Tierfotograf
- Bezzel, Hermann (1861–1917), deutscher lutherischer Theologe, Lehrer, Rektor und Oberkonsistorialpräsident
- Bezzel, Irmgard (1931–2001), deutsche Historikerin und Bibliothekarin
- Bezzel, Max (1824–1871), deutscher Schachspieler und Problemkomponist
- Bezzel, Oskar (1870–1941), bayerischer Offizier und Historiker
- Bezzel, Sebastian (* 1971), deutscher SchauspielerSebastian Bezzel (* 1971)

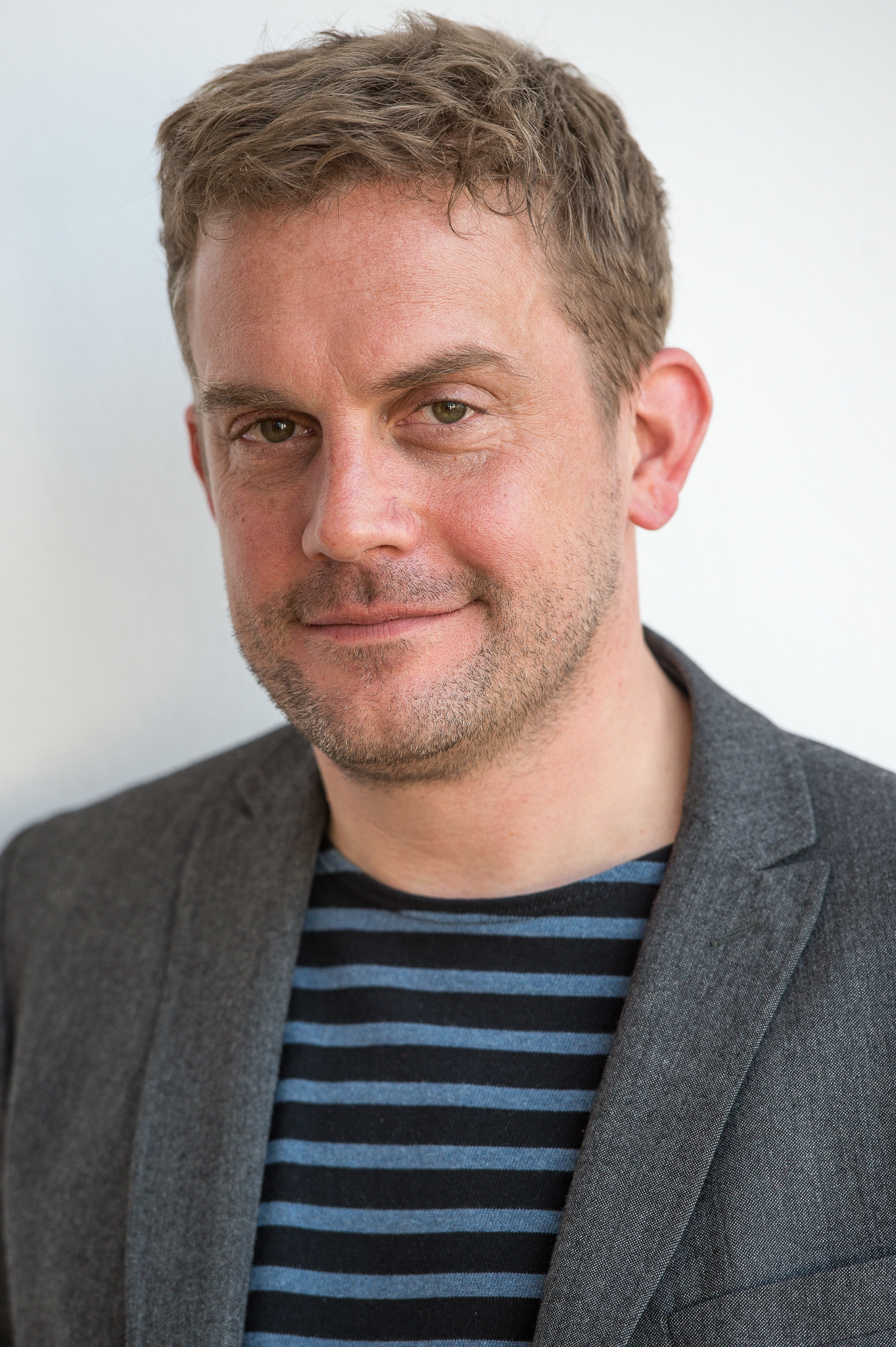
Sebastian Bezzel (* 1971)

- Bezzenberger, Adalbert (1851–1922), deutscher Baltist, Rektor der Universität Königsberg
- Bezzenberger, Georg Heinrich von (1795–1866), deutscher Richter in Württemberg
- Bezzenberger, Heinrich Ernst (1814–1892), Abgeordneter des Provinziallandtages Hessen-Nassau
- Bezzenberger, Reinhart (1888–1963), deutscher Verwaltungsjurist
- Bezzenberger, Tilman (* 1957), deutscher Rechtswissenschaftler
- Bezzera, Luigi, italienischer Mechaniker, einer der Erfinder der Espressomaschine
- Bezzerides, Albert Isaac (1908–2007), US-amerikanischer Roman- und Drehbuchautor
- Bezzi, Felice (1749–1828), italienischer römisch-katholischer Geistlicher und Bischof von Pesaro
- Bezzi, Giacomo (* 1963), italienischer Politiker (Forza Italia), Mitglied der Camera
- Bezzina, Duncan (* 1980), maltesischer Snookerspieler
- Bezzina, Gianluca (* 1989), maltesischer Sänger
- Bezzina, Lisa (* 1979), maltesische Leichtathletin
- Bezzina, Louis (* 1951), maltesischer Radrennfahrer
- Bezzola, Andrea (1840–1897), deutscher Jurist und Politiker
- Bezzola, Clo Duri (1945–2004), Schweizer Schriftsteller
- Bezzola, Duri (* 1942), Schweizer Politiker (FDP)
- Bezzola, Duri (* 1958), Schweizer Politiker (FDP)
- Bezzola, Manuela (* 1989), Schweizer Taekwondokämpferin
- Bezzola, Reto R. (1898–1983), Schweizer Romanist
- Bezzola, Rudolf Niculin (1917–2011), Schweizer reformierter Pfarrer
- Bezzola, Tobia (* 1961), Schweizer Kunsthistoriker
- Bezzuoli, Giuseppe (1784–1855), italienischer Historien- und Porträtmaler